# Lars Rudolph
Lars Rudolph (ur. 18 sierpnia 1966 w Wittmund) – niemiecki aktor filmowy, muzyk i kompozytor.

## Kariera
W 1984 wspólnie z Willehadem Grafhorstem i Theo Leffersem założył punk jazzowy zespół KIXX, który następnie pojawił się na arenie międzynarodowej z Wigaldem Boningiem i Jimem Menesesem. W latach 1985–92 był frontman grupy Stan Red Fox. Do roku 1994 wraz z zespołem i brał udział w innych projektach muzycznych, m.in. The Hidden Lover (wyd. ITM 1986). Po maturze studiował muzykę na Uniwersytecie w Oldenburgu. Uczęszczał do różnych klas aktorskich i wkrótce otrzymał filmowe i teatralne role. W 1997 za swoją pracę w Not a Love Song Jana Ralskesa otrzymał Max-Ophüls-Preis dla najlepszego młodego aktora. Wystąpił także w szekspirowskiej komedii Wieczór Trzech Króli (2001–2004), Płatonow Czechowa (2006) i Komedia omyłek (2015) na Bad Hersfelder Festspiele.

## Filmografia

### Filmy fabularne
- 1984: Was soll bloß aus dir werden (TV) jako uczeń
- 1995: Flirt jako Peter, robotnik
- 1996: Die totale Therapie jako Wolfgang
- 1996: Aniołek (Engelchen) jako menel
- 1997: Go for Gold! jako Jeff
- 1998: Biegnij Lola, biegnij (Lola rennt) jako pan Kruse
- 2000: Nietykalna (Die Unberührbare) jako Viktor
- 2000: Harmonie Werckmeistera (Werckmeister harmóniák) jako János Valuska
- 2000: Księżniczka i wojownik (Der Krieger und die Kaiserin) jako Steini
- 2000: Fandango jako Bruno
- 2000: Sass jako Kamasz (Gamasche)
- 2001: Kitchener jako Jesse
- 2001: Tirana, rok zerowy (Tirana, année zéro) jako Niemiec Günter
- 2001: Buffalo Soldiers jako kurier
- 2002: Edgar Wallace – Die vier Gerechten (TV) jako Billy Andrews
- 2002: Baby jako Paul
- 2003: Luter (Luther) jako współpracownik Marcina Lutra Filip Melanchton
- 2004: Villa Henriette jako ojciec Marie
- 2005: 33X Around the Sun jako H
- 2007: Adolf H. – Ja wam pokażę jako kamerdyner Heinz Linge
- 2007: Na krawędzi nieba (Auf der anderen Seite) jako Markus Obermüller
- 2008: List dla króla (De brief voor de koning) jako Slupor
- 2009: Soul Kitchen jako sędzia w Sądzie Rejonowym
- 2011: Faust jako oberżysta
- 2012: Baron Münchhausen (TV) jako Hermet
- 2013: Żona policjanta (Die Frau des Polizisten)

### Seriale TV
- 2006: Balko jako Michael Tiefenbach
- 2009: Tatort jako informator Kohnau
- 2010: Großstadtrevier jako Ernst Schwarzmeier
- 2010: SOKO Stuttgart jako prof. Olaf Freising
- 2010: Tatort jako Rüdiger Wilke / Christian Brenner / Matz Roloff